# توماس أندرو جيل
توماس أندرو جيل (بالإنجليزية: Andrew Gill)‏ هو مدرب كرة سلة أمريكي، ولد في 1887 في واشنطن في الولايات المتحدة، وتوفي في 9 مارس 1947 في دايتونا بيتش في الولايات المتحدة.